# Anthurium clavigerum
Anthurium clavigerum é uma espécie de planta do gênero Anthurium . Nativa da América Central e do Sul, varia de Honduras ao centro e oeste do Brasil .  Esta epífita tem folhas distintas que são profundamente lobadas e às vezes com bordas sinuosas.  O caule principal pode ter vários metros de comprimento e as folhas palmadas podem ter 2 (dois) metros de largura, colocando-a entre as maiores folhagens de qualquer antúrio na América Central.   